# Indonézia vasúti közlekedése
Indonézia vasúthálózatának hossza 8529 km, amelynek nagy része 1067 mm nyomtávú. Megtalálható ugyanakkor az 1435 és a 750 mm-es nyomtáv is. A villamosított vonalak hossza 565 km, 1500 V egyenárammal.

## Nagysebességű vasúti közlekedése
Az országban 2023-ban nyílt meg az első nagysebességű vasútvonal 142 km hosszan. A szolgáltatáshoz 11 szerelvényt vásároltak Kínából, melyek az ottani China Railway CR400AF módosított változatai.

## Vasúti kapcsolata más országokkal
Mivel Indonézia sziget, így nincs és nem is volt vasúti kapcsolata más országokkal.